# Парламентские выборы в Австрии (2006)
Парламентские выборы прошли 1 октября 2006 почти за два месяца раньше положенного, поскольку победу на 4 парламентские партии приняли решение закрыть XXII сессию Национального совета 14 июля 2006 года.Победу на выборах одержала оппозиционная Социал-демократическая партия Австрии.
На общегосударственном уровне в выборах принимало участие 7 политических партий:
- Народная партия Австрии (ÖVP) — Вольфганг Шюссель, канцлер;
- Социал-демократическая партия Австрии (SPÖ) — Альфред Гузенбауэр;
- Альянс за будущее Австрии[4] (BZÖ) — Петер Вестенталер;
- Партия свободы Австрии (FPÖ) — Хайнц-Христиан Штрахе;
- Зеленые — «Зеленая альтернатива» (GRÜNE) — Александр Ван дер. Белилен;
- «Список доктора Мартина — за демократию, контроль, правосудие» (MATIN) — Ханс-Петер Мартин;
- Коммунистическая партия Австрии (KPÖ) — Мирко Месснер.

Кроме того, в Каринтии, Зальцбурге, Тироле и Форарльберге баллотировался список «Выход из ЕС — Нейтральная свободная Австрия». «Сильный список» (STARK) — баллотировался в Каринтии. В Бургенланде выставлялся список «IVE ИНИЦИАТИВА 2000». В Вене Социалистическая левая партия выставила «Список против капитализма и расизма».
Для получения мест в парламенте партиям необходимо было преодолеть 4-процентный барьер.

## Результаты
Результаты выборов в Национальный совет Австрии.
| Партия                                                         | Голоса    | %     | Места | +/-  |
| -------------------------------------------------------------- | --------- | ----- | ----- | ---- |
| Социал-демократическая партия Австрии                          | 1 663 986 | 35,34 | 68    | ▼ 1  |
| Австрийская народная партия                                    | 1 616 493 | 34,33 | 66    | ▼ 13 |
| Зеленые — «Зеленая альтернатива»                               | 520 130   | 11,05 | 21    | ▲ 4  |
| Австрийская партия свободы                                     | 519 598   | 11,04 | 21    | ▲ 3  |
| Альянс за будущее Австрии                                      | 193 539   | 4,11  | 7     | ▲ 7  |
| «Список доктора Мартина — за демократию, контроль, правосудие» | 131 688   | 2,80  | 0     | ·    |
| Коммунистическая партия Австрии                                | 47 578    | 1,01  | 0     | ▬    |
| Прочие партии                                                  | 15 269    | 0,32  | 0     |      |
| Всего                                                          | 4 708 281 | 100   | 183   |      |